# Ptychomitrium angusticarpum
Ptychomitrium angusticarpum är en bladmossart som beskrevs av Schiavone och Biasuso 1997*. Ptychomitrium angusticarpum ingår i släktet atlantmossor, och familjen Ptychomitriaceae. Inga underarter finns listade i Catalogue of Life.